# Dalbergiella welwitschii
Dalbergiella welwitschii är en ärtväxtart som först beskrevs av John Gilbert Baker, och fick sitt nu gällande namn av Baker f.. Dalbergiella welwitschii ingår i släktet Dalbergiella, och familjen ärtväxter. Inga underarter finns listade i Catalogue of Life.